# Pierrelez
Ancienne commune française de Seine-et-Marne, Pierrelez a été supprimée en 1949. Son territoire a été partagé entre les communes de Cerneux et Sancy-lès-Provins.

## Démographie
| 1896 | 1901 | 1906 | 1911 | 1921 | 1926 | 1931 | 1936 | 1946 |
| ---- | ---- | ---- | ---- | ---- | ---- | ---- | ---- | ---- |
| 44   | 36   | 48   | 60   | 49   | 42   | 50   | 29   | 19   |